# Go-Bang's
GO-BANG'S (ゴーバンズ, Gōbanzu) est un groupe pop-rock féminin japonais actif de 1986 à 1994, dont le nom s'inspire de ceux des groupes féminins américains The Go-Go's et The Bangles. Composé au départ de cinq musiciennes, il signe avec une compagnie major en 1988 en tant que trio, après le départ des deux guitaristes. Il connaît alors un succès passager au Japon, avec notamment l'album Greatest Venus, N°1 des charts oricon en 1990. Le groupe se sépare en 1994, et la chanteuse Kaori Moriwaka continue depuis sa carrière en solo.

## Membres
- Kaori Moriwaka (森若香織, Moriwaka Kaori?, née le 11 décembre 1963) : chant, guitare
- Misa Tanishima (谷島美砂, Tanishima Misa?, née le 26 juillet 1963) : basse
- Mitsuko Saito (斉藤光子, Saitō Mitsuko?, née le 16 janvier 1964) : batterie

Ex-membres
- Ayako Tomita (富田綾子, Tomita Ayako?) : guitare
- Yuka Suzuki (鈴木由花, Suzuki Yuka?) : guitare

## Discographie

### Albums
Indépendant
- 7DAY'S GO! GO! BOX (1986.2.)
- HUSTLE-BANG! BANG! (1987.5.21) (mini-album)
- Primadonna wa o Daisuki? (プリマドンナはお好き??) (1988) (mini-album)

Major
- GO-BANIC LAND (1988.5.21)
- Hustle wa o Daisuki? (ハッスルはお好き??) (1988.5.21)
- Pygmy Pinky (ピグミーピンキー?) (1988.11.21)  (mini-album)
- SPECIAL I LOVE YOU (1989.5.5)
- THE TV SHOW (1989.9.21)  (mini-album)
- Greatest Venus (グレイテスト・ビーナス?) (1990.3.3)
- SAMANTHA (1991.3.3)
- DARRIN (1991.6.6)  (mini-album)
- Wonder Fruits (ワンダーフルーツ?) (1992.7.22)
- BEST wa o Daisuki? (BESTはお好き??) (1992.8.5)
- DANGEROUS CHARMS (1993.6.23)
- THE RECYCLE HITS (1993.11.21)  (mini-album)
- BIONIC ROCK (1994.4.21)

Post-séparation
- Anthology GO-BANG'S Best (2002.4.17) (best)
- The Greatest GO-BANG'S (ザ・グレイテスト・ゴーバンズ?) (2007.12.19) (best)
- GO-BANG'S Best Collection (2008.07.16)

### Singles
- Zama CanCan Girl (ざまぁカンカン娘 (ガール)?) (1988.4.21)
- Kakko Ii Darling (かっこイイダーリン?) (1988.11.21)
- Special Boyfriend (スペシャル・ボーイフレンド?) (1989.4.21)
- Ainikite I NEED YOU! (あいにきてI NEED YOU!?) (1989.12.27)
- Muteki no Venus (無敵のビーナス?) (1990.4.21)
- Rock 'n' Roll Santa Claus (ロックンロールサンタクロース?) (1990.11.21)
- Bye-Bye-Bye (1991.2.21)
- Chotto Dake Haikara (ちょっとだけハイカラ?) (1992.7.8)
- Koi no Furi Furi (恋のフリフリ?) (1992.12.16)
- Dynamite Guy (ダイナマイトガイ?) (1993.6.23)
- Kiss Shitai (キスしたい?) (1994.4.21)

## Liens
- (ja) Discographie du groupe sur le site officiel Oricon
- (ja) Site officiel de Kaori Moriwaka
- (ja) Site de fan sur les GO-BANG'S